# Goetbé Edmond Djitangar
Goetbé Edmond Jitangar (Bekoro, Chade, 2 de novembro de 1952) é um clérigo chadiano e arcebispo católico romano de N'Djaména.

## Biografia
Edmond Jitangar recebeu o Sacramento da Ordem em 30 de dezembro de 1978.
Em 11 de outubro de 1991, o Papa João Paulo II o nomeou Bispo de Sarh. O Cardeal Prefeito da Congregação para a Evangelização dos Povos, Jozef Tomko, o consagrou em 2 de fevereiro de 1992; Os co-consagradores foram o Bispo de Moundou, Matthias N'Gartéri Mayadi, e o Bispo Emérito de Sarh, Henri Véniat SJ.
O Papa Francisco o nomeou Arcebispo de N'Djaména em 20 de agosto de 2016.